# George Büchi
George Hermann Büchi (* 1. August 1921 in Baden, Schweiz; † 28. August 1998 in der Schweiz) war ein schweizerisch-amerikanischer Chemiker und Professor für organische Chemie am Massachusetts Institute of Technology.

## Leben
George Büchi wurde in Baden in der Schweiz geboren. Nach dem Studium der Chemie an der Eidgenössischen Technischen Hochschule (ETH) und Abschluss mit dem Diplom 1945 wurde er 1947 unter Leopold Ružička zum D.Sc. an der ETH Zürich promoviert. Im Anschluss wurde er für drei Jahre Postdoc bei Morris S. Kharasch. Hier beschäftigte er sich mit der systematischen Untersuchung der Chemie freier Radikale unter photochemischen Bedingungen.
Im Jahr 1951 wechselte er nach einem Angebot von Arthur C. Cope an das Institut für Chemie des Massachusetts Institute of Technology und wurde dort 1956 Associated Professor und 1958 Full Professor. 1956 wurde er in die American Academy of Arts and Sciences gewählt, 1965 in die National Academy of Sciences.
Im Jahr 1991 trat er in den Altersruhestand. Während seiner aktiven Zeit betreute er 70 Doktoranden und mehr als 130 Postdoc-Aufenthalte.
Büchi war mit Anne Barkman Büchi verheiratet.

## Wissenschaftliche Leistung
Büchi ist bekannt für die Weiterentwicklung und Optimierung der Paternò-Büchi-Reaktion, die 1909 von Emanuele Paternò entdeckt wurde und ihre Namen trägt. Er war jedoch in vielen Bereichen der organischen Chemie aktiv. Dies waren besonders die organische Photochemie, die Strukturaufklärung von Naturstoffen, die Synthese von Naturstoffen, toxikologische Fragestellungen und die Entwicklung neuer Synthesemethoden. Seine wissenschaftlichen Arbeiten führten zu 200 Publikationen.